# Chloroclystis nina
Pasiphilodes nina là một loài bướm đêm trong họ Geometridae.